# Медниковское сельское поселение
Медниковское се́льское поселе́ние — муниципальное образование в Старорусском районе Новгородской области Российской Федерации.
Административный центр — деревня Медниково.

## История
Статус и границы сельского поселения установлены Законом Новгородской области от 11 ноября 2005 года № 559-ОЗ «Об административно-территориальном устройстве Новгородской области».

## География
Находится в южном Приильменье. Основные реки — Ловать, Редья, Порусья, Полисть.

## Население
| 2010  | 2012  | 2013  | 2014  | 2015  | 2016  | 2017  |
| ----- | ----- | ----- | ----- | ----- | ----- | ----- |
| 2004  | ↗2030 | ↗2032 | ↗2071 | ↘2059 | ↘2028 | ↘2006 |
| 2021  |       |       |       |       |       |       |
| ↘1566 |       |       |       |       |       |       |

## Состав сельского поселения
| №  | Населённый пункт | Тип населённого пункта          | Население |
| -- | ---------------- | ------------------------------- | --------- |
| 1  | Анишино          | деревня                         | 11        |
| 2  | Брагино          | деревня                         | 9         |
| 3  | Давыдово         | деревня                         | 261       |
| 4  | Киёво            | деревня                         | 0         |
| 5  | Крюково          | деревня                         | 4         |
| 6  | Кудрово          | деревня                         | 65        |
| 7  | Малые Горбы      | деревня                         | 31        |
| 8  | Медниково        | деревня, административный центр | 1360      |
| 9  | Новое Рамушево   | деревня                         | 5         |
| 10 | Подборовье       | деревня                         | 47        |
| 11 | Рамушево         | деревня                         | 109       |
| 12 | Садово           | деревня                         | 3         |
| 13 | Соболево         | деревня                         | 61        |
| 14 | Стариково        | деревня                         | 10        |
| 15 | Старое Рамушево  | деревня                         | 3         |
| 16 | Филатово         | деревня                         | 7         |
| 17 | Шапкино          | деревня                         | 16        |
| 18 | Шахово           | деревня                         | 2         |